# Pierre Bretonneau

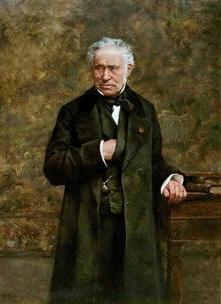

Pierre Fidèle Bretonneau, född 3 april 1778 i Saint Georges-sur-Cher, departementet Loir-et-Cher, död 18 februari 1862 i Passy vid Paris, var en fransk läkare. Han var den förste som beskrev och namngav difteri.
Bretonneau blev officier de santé och praktiserande läkare i Tours, där han snart fick stort anseende. År 1815 tog han medicine doktorsgraden, varefter han utnämndes till överläkare vid allmänna sjukhuset i Tours. En nervfeberepidemi (1816–19) föranledde honom att forska kring nervfeberns patologiska anatomi. Han beskrev difteri i studien Des inflammations spéciales du tissu muqueux (1826) under namnet difteritis. I övrigt överlämnade han åt sina lärjungar att publicera hans rön och iakttagelser. 